# 遠藤雅大
遠藤 雅大（えんどう まさひろ、1970年8月15日 - ）は、東京都出身の元サッカー選手、現解説者。2001年12月、昌浩から改名。ニックネームは「エンマサ」。
実子はサッカー選手の遠藤雅己。

## 経歴
松戸市立新松戸北中学校、帝京高等学校、順天堂大学を経て、1993年、当時旧JFLのヤマハ発動機(ジュビロ磐田)に入団。帝京高校サッカー部では岩本三郎、巻田清一は2学年上、飯島寿久、本田泰人、礒貝洋光、島根聡一、森山泰行は1学年上、同期に池田伸康、保坂信之、浅沼達也、2学年下に森下仁志がいる。
元々はフォワードとしてプレーしていたが、磐田が1994年にJリーグ昇格後、就任したハンス・オフト監督により左サイドバックにコンバートされる。その直後、ファルカン監督により日本代表に選出され、国際Aマッチ8試合に出場した。
1999年、発足直後の横浜FCに移籍。初代キャプテンを務めるが、シーズン途中の7月からはヴェルディ川崎に期限付き移籍。2000年には清水エスパルスに期限付き移籍となる。
同年、ベルギーリーグのKVメヘレンに移籍。ベルギーリーグでプレーする初の日本人選手となる。2001年、エノー州ラ・ルヴィエールを本拠とするRAAラ・ルビエールに移籍するが、チームの経営破綻で契約終了となり、帰国。
帰国後は、スカパー!のサッカー解説を担当した。また、自らの選手、監督及びコーチの経験を生かし、2004年より小学生とその保護者に対して、サッカーの技術、家庭での練習法等を指導する「遠藤雅大インドアサッカー塾」を開催。2023年3月まで世田谷区駒沢にて20年にわたり継続開催した。
実子の遠藤雅己は、明治大学サッカー部を経て、2023年に横浜FCに加入した。

## 所属クラブ
- 1993年 - 1998年 ヤマハ発動機/ジュビロ磐田
- 1999年 横浜FC
- 1999年 ヴェルディ川崎
- 2000年 清水エスパルス
- 2000年 - 2001年 KVメヘレン
- 2001年 - 2002年 RAAラ・ルビエール（英語版）

## 個人成績
| 国内大会個人成績 | 国内大会個人成績 | 国内大会個人成績 | 国内大会個人成績 | 国内大会個人成績 | 国内大会個人成績 | 国内大会個人成績 | 国内大会個人成績 | 国内大会個人成績 | 国内大会個人成績 | 国内大会個人成績 | 国内大会個人成績 |
| 年度             | クラブ           | 背番号           | リーグ           | リーグ戦         | リーグ戦         | リーグ杯         | リーグ杯         | オープン杯       | オープン杯       | 期間通算         | 期間通算         |
| 年度             | クラブ           | 背番号           | リーグ           | 出場             | 得点             | 出場             | 得点             | 出場             | 得点             | 出場             | 得点             |
| 日本             | 日本             | 日本             | 日本             | リーグ戦         | リーグ戦         | リーグ杯         | リーグ杯         | 天皇杯           | 天皇杯           | 期間通算         | 期間通算         |
| ---------------- | ---------------- | ---------------- | ---------------- | ---------------- | ---------------- | ---------------- | ---------------- | ---------------- | ---------------- | ---------------- | ---------------- |
| 1993             | ヤマハ           | 11               | 旧JFL1部         | 5                | 0                | 5                | 2                | 1                | 0                | 11               | 2                |
| 1994             | 磐田             | -                | J                | 31               | 2                | 4                | 0                | 0                | 0                | 35               | 2                |
| 1995             | 磐田             | -                | J                | 40               | 3                | -                | -                | 0                | 0                | 40               | 3                |
| 1996             | 磐田             | -                | J                | 12               | 0                | 0                | 0                | 0                | 0                | 12               | 0                |
| 1997             | 磐田             | 3                | J                | 5                | 0                | 0                | 0                | 0                | 0                | 5                | 0                |
| 1998             | 磐田             | 3                | J                | 6                | 0                | 1                | 0                | 0                | 0                | 7                | 0                |
| 1999             | 横浜FC           | 3                | JFL              | 7                | 4                | -                | -                | 0                | 0                | 7                | 4                |
| 1999             | V川崎            | 33               | J1               | 3                | 0                | 0                | 0                | 1                | 0                | 4                | 0                |
| 2000             | 清水             | 27               | J1               | 7                | 0                | 1                | 0                | 0                | 0                | 8                | 0                |
| ベルギー         | ベルギー         | ベルギー         | ベルギー         | リーグ戦         | リーグ戦         | リーグ杯         | リーグ杯         | ベルギー杯       | ベルギー杯       | 期間通算         | 期間通算         |
| 2000-01          | メヘレン         |                  | ジュピラー       | 4                | 0                |                  |                  |                  |                  |                  |                  |
| 2001-02          | ラ・ルビエール   |                  | ジュピラー       | 1                | 0                |                  |                  |                  |                  |                  |                  |
| 通算             | 日本             | 日本             | J1               | 104              | 5                | 5                | 0                | 0                | 0                | 109              | 5                |
| 通算             | 日本             | 日本             | JFL              | 7                | 4                | -                | -                | 0                | 0                | 7                | 4                |
| 通算             | 日本             | 日本             | 旧JFL1部         | 5                | 0                | 5                | 2                | 1                | 0                | 11               | 2                |
| 通算             | ベルギー         | ベルギー         | ジュピラー       | 5                | 0                |                  |                  |                  |                  |                  |                  |
| 総通算           | 総通算           | 総通算           | 総通算           | 121              | 9                |                  |                  |                  |                  |                  |                  |

## 代表歴

### 試合数
- 国際Aマッチ 8試合 0得点(1994)[1]

| 日本代表 | 国際Aマッチ | 国際Aマッチ |
| 年       | 出場        | 得点        |
| -------- | ----------- | ----------- |
| 1994     | 8           | 0           |
| 通算     | 8           | 0           |

### 出場
| No. | 開催日         | 開催都市 | スタジアム                         | 対戦相手         | 結果 | 監督                         | 大会             |
| --- | -------------- | -------- | ---------------------------------- | ---------------- | ---- | ---------------------------- | ---------------- |
| 1.  | 1994年05月29日 | 東京都   | 国立霞ヶ丘競技場陸上競技場         | フランス         | ●1-4 | パウロ・ロベルト・ファルカン | キリンカップ     |
| 2.  | 1994年07月08日 | 愛知県   | 名古屋市瑞穂公園陸上競技場         | ガーナ           | ○3-2 | パウロ・ロベルト・ファルカン | アシックスカップ |
| 3.  | 1994年07月14日 | 愛知県   | 神戸総合運動公園ユニバー記念競技場 | ガーナ           | ○2-1 | パウロ・ロベルト・ファルカン | アシックスカップ |
| 4.  | 1994年09月27日 | 東京都   | 国立霞ヶ丘競技場陸上競技場         | オーストラリア   | △0-0 | パウロ・ロベルト・ファルカン | 国際親善試合     |
| 5.  | 1994年10月03日 | 広島県   | みよし運動公園陸上競技場           | アラブ首長国連邦 | △1-1 | パウロ・ロベルト・ファルカン | アジア大会       |
| 6.  | 1994年10月05日 | 広島県   | 広島県総合グランドメインスタジアム | カタール         | △1-1 | パウロ・ロベルト・ファルカン | アジア大会       |
| 7.  | 1994年10月09日 | 広島県   | 広島県立びんご運動公園陸上競技場   | ミャンマー       | ○5-0 | パウロ・ロベルト・ファルカン | アジア大会       |
| 8.  | 1994年10月11日 | 広島県   | 広島県総合グランドメインスタジアム | 韓国             | ●2-3 | パウロ・ロベルト・ファルカン | アジア大会       |

## 出演番組
- Jリーグ・欧州各国サッカーリーグ・UEFAチャンピオンズリーグ等のサッカー中継解説(スカパー!、J SPORTS)

## CM
- どん兵衛(J SPORTSのリーグ・アン中継で流れていたCM。野村明弘とリーグ・アン中継のハーフタイムのCM中にどん兵衛を食べるという内容)